# 엔셰핑시

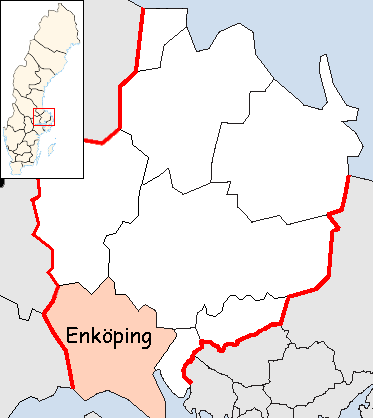
엔셰핑 시의 위치

엔셰핑시(스웨덴어: Enköpings kommun)는 스웨덴 웁살라주에 위치한 지방 자치체로 행정 중심지는 엔셰핑이며 면적은 1,323.82km2, 인구는 42,988명(2016년 12월 31일 기준), 인구 밀도는 32명/km2이다.

시 문장